# Markus Kennerknecht

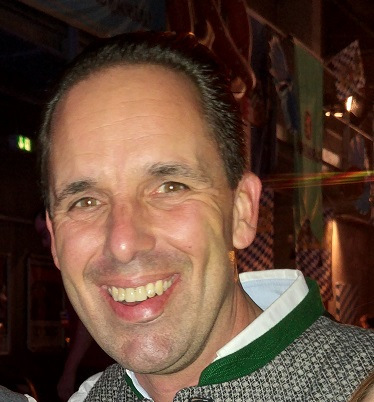
Markus Kennerknecht (2016)

Markus Kennerknecht (* 25. Mai 1970 in Kempten (Allgäu); † 28. Dezember 2016 in Durach) war ein deutscher Politiker (SPD). Er war vom 21. November 2016 bis zu seinem Tod 38 Tage Oberbürgermeister der Stadt Memmingen.

## Leben
Kennerknecht absolvierte nach der Schulzeit in Waltenhofen und Kempten eine Ausbildung zum Energieanlagen-Elektroniker. Die Berufsoberschule Kempten (1991–1993) schloss er mit der fachgebundenen Hochschulreife ab. 1993/94 leistete er seinen Zivildienst ab. Anschließend studierte er Bauingenieurwesen an der Technischen Hochschule Nürnberg. Von 2003 bis 2006 absolvierte er ein berufsbegleitendes Masterstudium Projektmanagement in Augsburg.
Berufliche Stationen waren das Tiefbauamt der Stadt Kempten (1999–2004), Projektmanagement in London (2004–2006) und in Basel (2006–2007). Nach einer Tätigkeit als Projektleiter in einem Kemptener Ingenieurbüro (2007–2010) wechselte er als Bauamtsleiter zur Gemeinde Waltenhofen (2010–2014), wo er zugleich Geschäftsführer der Nahversorgung GmbH war. Ab 2014 war er Stadtbaumeister von Immenstadt im Allgäu.
Am 28. Dezember 2016 starb Kennerknecht beim Joggen an Herzversagen im Alter von 46 Jahren. Er hinterließ seine Frau und zwei Töchter. Am 4. Januar 2017 fand in seinem Heimatort Durach in der Pfarrkirche Heilig Geist der Trauergottesdienst in Anwesenheit von etwa 500 Menschen, in St. Josef am selben Abend ein Requiem statt.

## Politik
Kennerknecht trat im Frühjahr 2016 erst wenige Wochen vor seiner Nominierung zum Bewerber um das Amt des Oberbürgermeisters in Memmingen in die SPD ein. Er wurde im April 2016 – bei nur einer Enthaltung – einstimmig von seiner Partei und der FDP nominiert. Seine Kandidatur wurde durch den Amtsinhaber Ivo Holzinger unterstützt, der seit 36 Jahren an der Stadtspitze stand und altersbedingt nicht mehr kandidieren konnte.
Im ersten Wahlgang am 23. Oktober 2016 erhielt er von den vier Bewerbern mit 44,6 % der Stimmen das beste Votum. In der Stichwahl am 6. November 2016 siegte er gegen Robert Aures (CSU) mit 59,2 % der Stimmen und wurde neuer Oberbürgermeister. Nach seinem überraschenden Tod führte Bürgermeisterin Margareta Böckh (CSU) als seine Stellvertreterin zunächst die Geschäfte, bis am 21. März 2017 Manfred Schilder (CSU) in das Amt eingeführt wurde.

## Nebenberufliche Tätigkeiten
Markus Kennerknecht war seit 2007 Lehrer an der Technikerschule Allgäu. Er war 2014/2015 für die Hanns-Seidel-Stiftung als Berater für die Berufsakademie Nanjing, Jiangsu/China tätig.